# Frank Klawonn
Frank Klawonn (n. 22 martie 1966, Schwedt/Oder, Republica Democrată Germană, Germania) este un canotor ce a reprezentat Republica Democrată Germană, medaliat olimpic. A participat la o ediție a Jocurilor Olimpice (1988) în care a câștigat o medalie de aur.

## Participări
Lista de mai jos prezintă principalele competiții la care a participat Frank Klawonn de-a lungul carierei.
- rowing at the 1988 Summer Olympics – men's coxed four[*][5]